# Gamanthus commixtus
Gamanthus commixtus là loài thực vật có hoa thuộc họ Dền. Loài này được Bunge mô tả khoa học đầu tiên năm 1862.